# 1892 en Belgique
Chronologie de la Belgique
- 1888
- 1889
- 1890
- 1891
- 1892
- 1893
- 1894
- 1895
- 1896

Cette page recense des événements qui se sont produits durant l'année 1892 en Belgique.

## Chronologie
- 11 mars : un « coup de grisou » au puits n°3 du charbonnage d'Anderlues fait près de 160 morts et une vingtaine de blessés[1].
- 14 juin : élections législatives (en). Victoire du Parti catholique.
- 27 novembre : fondation, à l'université libre de Bruxelles, de la Ligue belge du droit des femmes[2].

## Culture

### Architecture

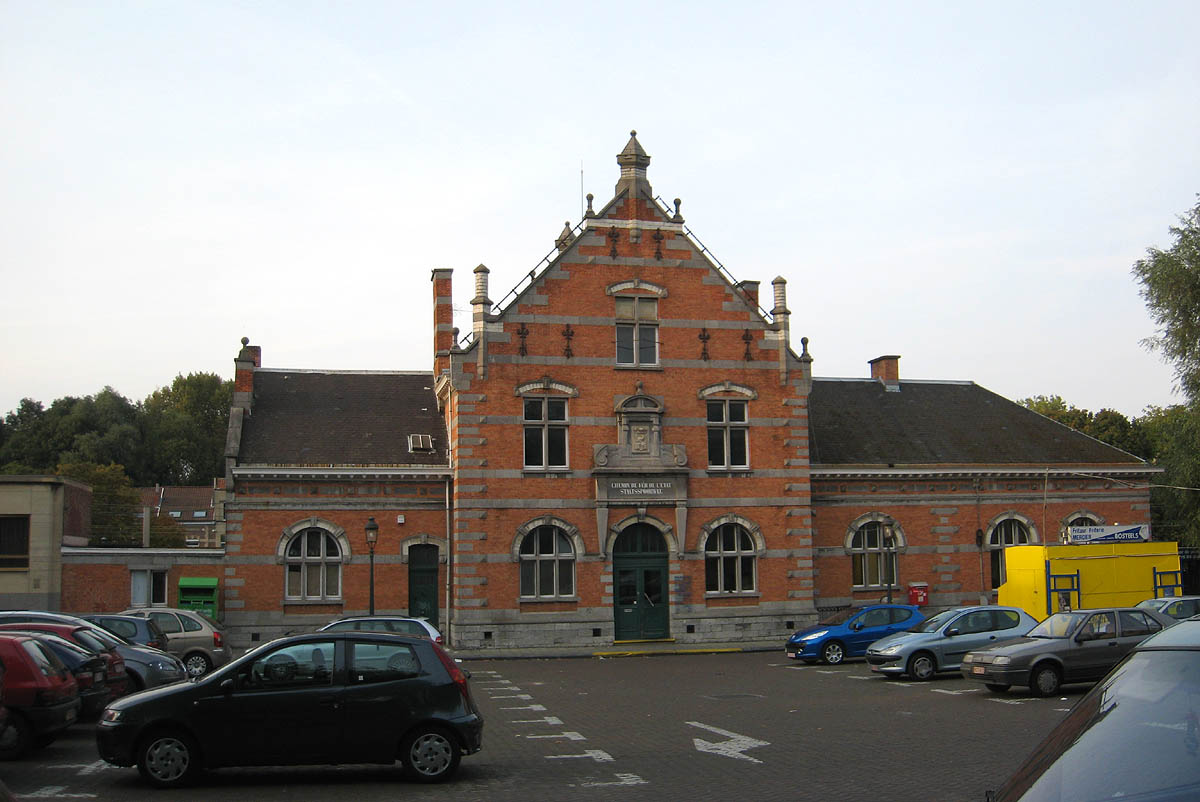
Gare de Jette (Franz Seulen)
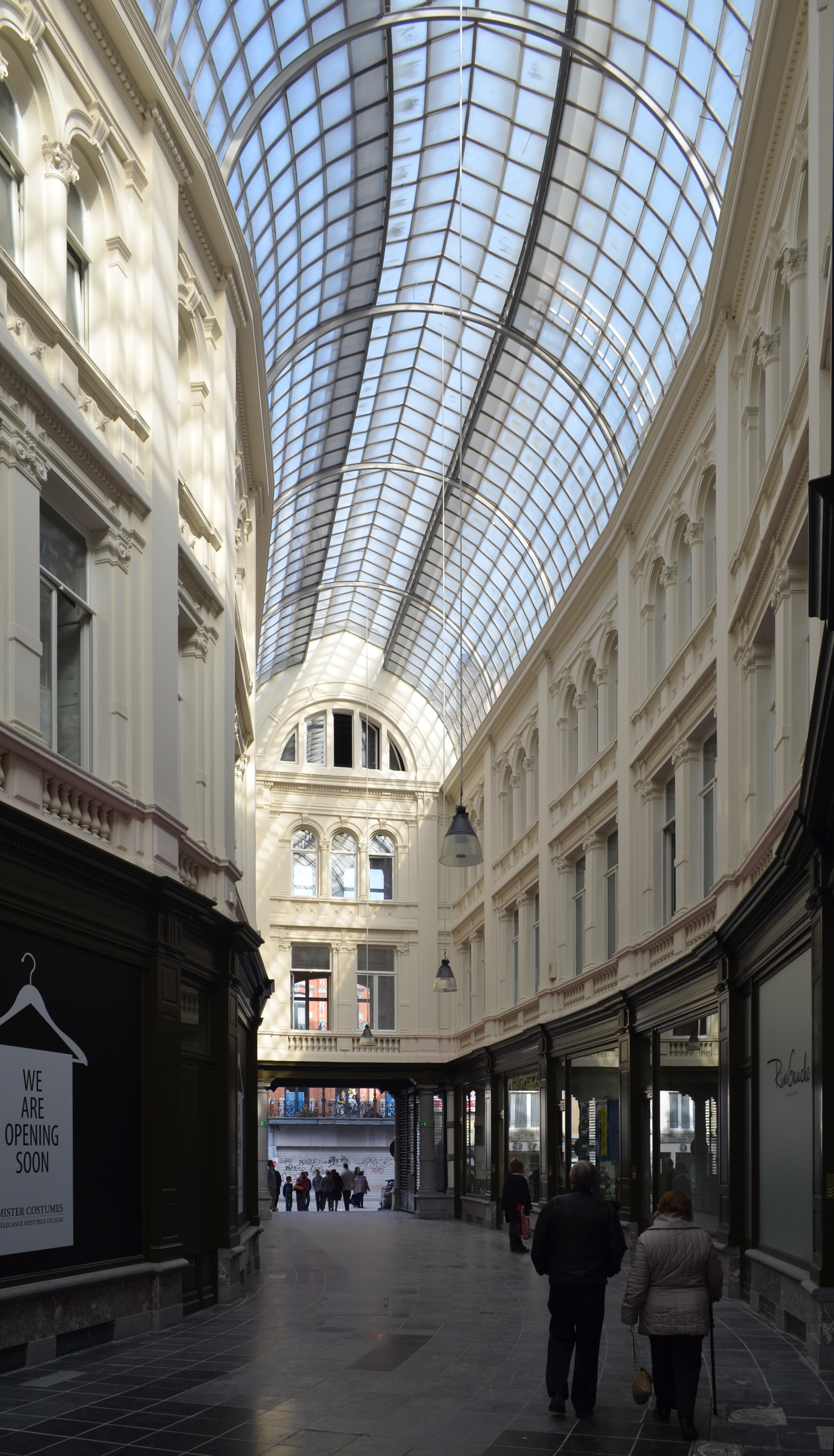
Passage de la Bourse à Charleroi (Edmond Legraive)

### Arts
- 3 février - 8 mars : ouverture à Bruxelles du neuvième Salon des XX[3].

### Littérature
- Bruges-la-Morte de Georges Rodenbach.

### Musique
- Sonate pour piano et violon en sol majeur de Guillaume Lekeu.

### Peinture

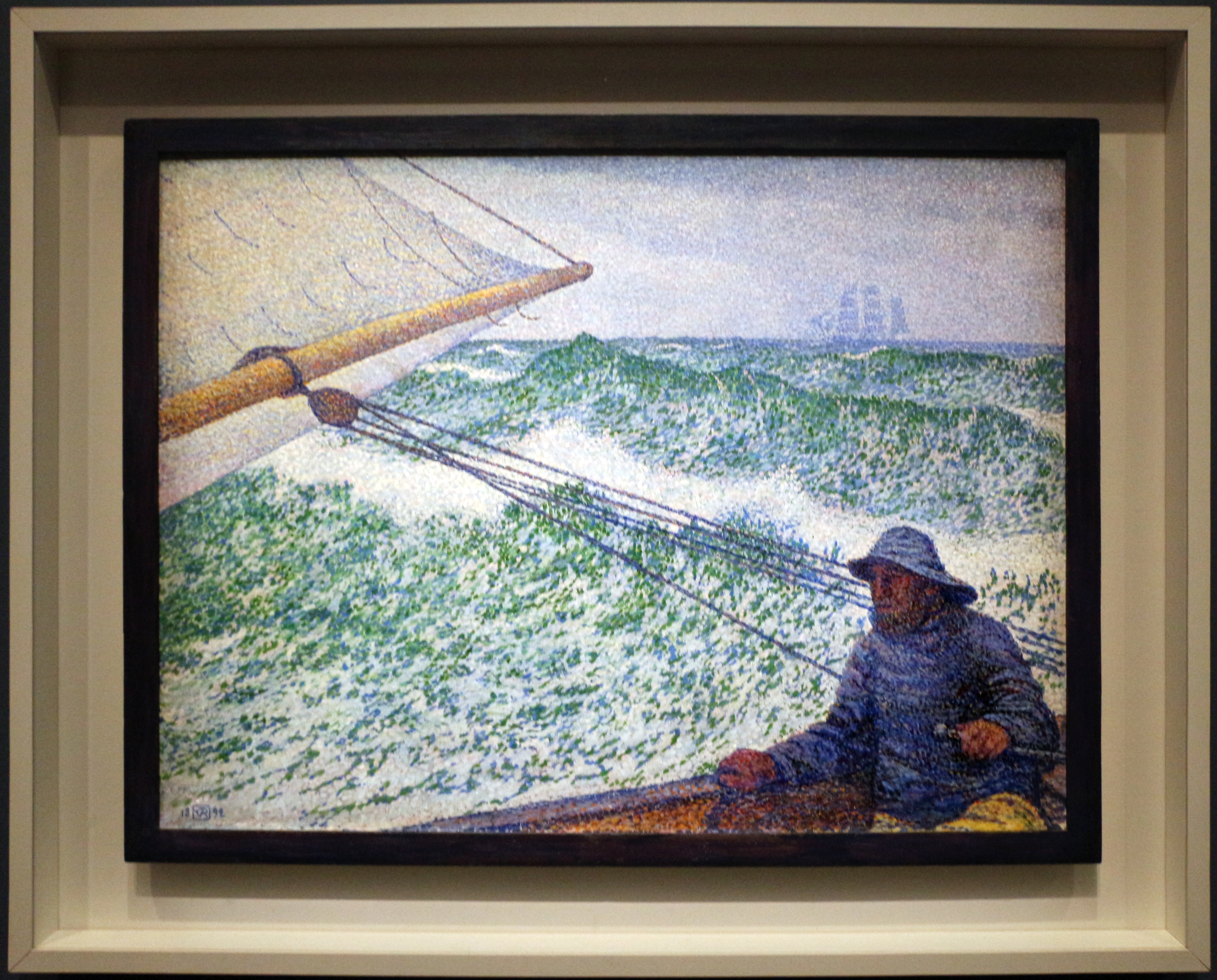
L'Homme à la barre (Théo van Rysselberghe)

### Sculpture

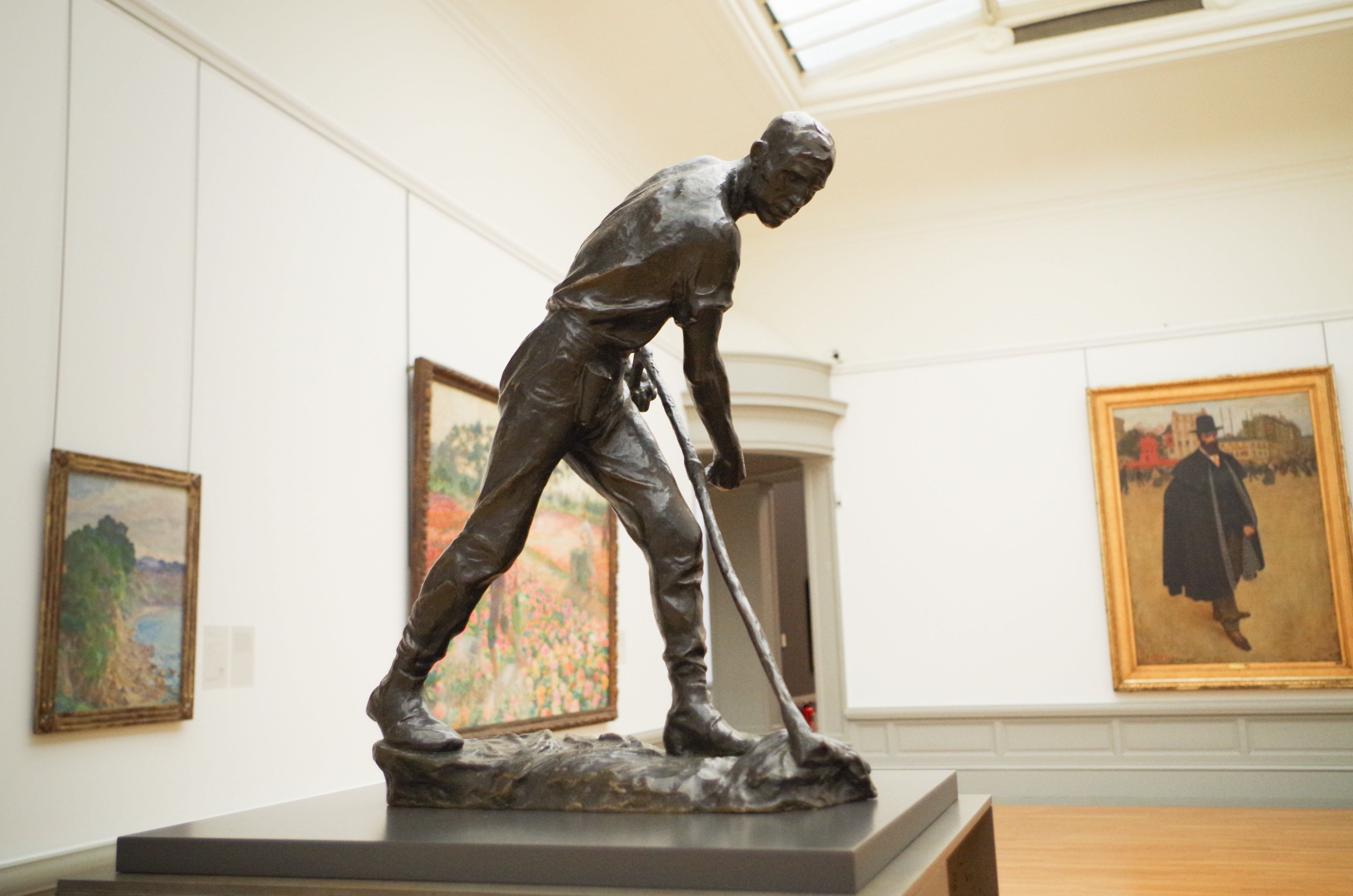
Le Faucheur (Constantin Meunier)

## Sports
- 1re édition de la course cycliste Liège-Bastogne-Liège.